# Дор (Француска)
Дор (фр. Dorres) насеље је и општина у јужној Француској у региону Лангдок-Русијон, у департману Источни Пиринеји која припада префектури Прад.
По подацима из 2011. године у општини је живело 165 становника, а густина насељености је износила 6,66 становника/km². Општина се простире на површини од 24,77 km². Налази се на средњој надморској висини од 1450 метара (максималној 2.827 m, а минималној 1.332 m).

## Демографија
| 1962. | 1968. | 1975. | 1982. | 1990. | 1999. | 2011. |
| ----- | ----- | ----- | ----- | ----- | ----- | ----- |
| 166   | 171   | 154   | 156   | 192   | 219   | 165   |

График промене броја становника у току последњих година